# مینار زرزه
مینار زرزه (به عربی: مینار زرزة) یک شهرداری در الجزایر است که در استان میله واقع شده‌است. مینار زرزه ۲۰٬۶۲۰ نفر جمعیت دارد.